# Myrmecophilus parachilnus
Myrmecophilus parachilnus är en insektsart som först beskrevs av Otte, D. och R.D. Alexander 1983.  Myrmecophilus parachilnus ingår i släktet Myrmecophilus och familjen Myrmecophilidae. Inga underarter finns listade i Catalogue of Life.